# Eupraxie
Dans la mythologie grecque, Eupraxie ou Eupraxia (en grec ancien Εὐπραξίας / Eùpraxίa), était la personnification du bien-être, de la bonne réputation et de la bonne conduite. 

## Famille
Selon Eschyle, Eupraxie était la fille de deux autres personnifications, Peitharchia (en) et Soter (en).
"Lorsque vous invoquez les dieux, ne soyez pas mal avisé. Car Peitharkhia (Obéissance) est la mère d'Eupraxie (Succès), épouse de Soter (Salut), comme dit le proverbe."

### Pages connexes
- Liste des divinités de la mythologie grecque